# Hans Lebert
Pour les articles homonymes, voir Lebert.
Hans Lebert, né à Vienne (Autriche) le 9 janvier 1919 et mort à Baden, en Basse-Autriche, le 20 août 1993, est un écrivain et chanteur d'opéra autrichien.

## Biographie
Hans Lebert, dont la famille avait sombré dans la pauvreté par suite de la mort prématurée du père, entreprit une formation musicale après sa scolarité. Il étudia dans une chorale, se spécialisa dans le répertoire wagnérien mais le chômage d'après-guerre et l'absence de contrats l’obligèrent à se tourner vers l'écriture, à quoi l'avait encouragé son oncle Alban Berg.
Lebert, ayant ignoré son ordre de mobilisation dans la Wehrmacht, fut accusé en 1941 de sédition (Wehrkraftzersetzung) et n'échappa à la cour martiale qu'en simulant la schizophrénie. Il passa le reste de la guerre dans la propriété familiale de Trahütten, en Styrie, où il aurait, selon ses dires, participé à des actes de résistance.

## Œuvre
- Ausfahrt, histoires courtes, 1952
- Das Schiff im Gebirge, récit, 1955
- « La peau du loup » (Die Wolfshaut), roman, Éditions Jacqueline Chambon (1960, trad. en français 1998)  (ISBN 2877111784)
- « Le Cercle de feu » (Der Feuerkreis), Éditions Jacqueline Chambon (1971 , trad. en français par Bernard Kreiss 2004)  (ISBN 2877112780)
- Die schmutzige Schwester, deux pièces radiophoniques, 1972
- Das Schiff im Gebirge, histoires courtes, 1993
- Das weiße Gesicht, histoires courtes, 1995

## Récompenses et distinctions
- 1973 : Prix de la Ville de Vienne de littérature